# Zaglavna datoteka
Zaglávna datotéka (angleško header file) je v nekaterih programskih jezikih, kot so C, C++ ali Objective-C, posebna večkrat uporabljiva datoteka v kateri so zbrani določeni elementi programske izvorne kode. Zaglavne datoteke običajno vsebujejo vnaprejšnje deklaracije razredov, podprogramov (funkcij), spremenljivk in drugih identifikatorjev. Programerji, ki želijo deklarirati standardizirane identifikatorje v več kot eni izvorni datoteki, jih lahko vnesejo v eno zaglavno datoteko, ta pa se lahko potem vstavi v druge dele programa, kadar se potrebuje njena vsebina. Standardni knjižnici jezikov C in C++ običajno deklarirata svoje standardne funkcije v zaglavnih datotekah. Največkrat imajo zaglavne datoteke končnico .h.
Novejši programski jeziki, kot sta npr. java ali C#, ne uporabljajo vnaprešnjih deklaracij. Identifikatorji se  zaznajo samodejno iz izvornih datotek iz simbolov dinamičnih knjižnic, zato ti jeziki ne potrebujejo zaglavnih datotek.

## Utemeljitev
V večini sodobni računalniških programskih jezikih lahko programerji razdelijo programe v manjše komponente (npr. razrede in podprograme) in jih razporedijo med več enot prevoda, običajno v obliki dejanskih izvornih datotek, ki jih lahko sistem prevede ločeno. Ko se podprogram potrebuje nekje drugod kot v enoti prevoda, kjer je definiran, mora obstajati nanj sklic. Če je na primer na ta način definirana funkcija v izvorni datoteki:
```
int
 
add
(
int
 
a
,
 
int
 
b
)

{

	
return
 
a
 
+
 
b
;

}

```

se lahko deklarira (s prototipom funkcije) in se nanjo sklicuje v drugi izvorni datoteki kot:
```
int
 
add
(
int
,
 
int
);

 

int
 
triple
(
int
 
x
)

{

	
return
 
add
(
x
,
 
add
(
x
,
 
x
));
 

}

```

Ena slabost takšne metode je, da mora prototip funkcije obstjati v vseh datotekah, ki uporabljajo funkcijo. Druga slabost je, da kadar se spremenijo tip vračanja funkcije ali njeni argumenti, se morajo posodobiti tudi prototipi. Ta proces se lahko avtomatizira s predprocesorjem C. V naslednji kodi je funkcija deklarirana v ločeni datoteki (imen parametrov prevajalnik ne uporablja, vendar so za programerja koristni:
Datoteka »add.h«
```
#ifndef ADD_H_GUARD

#define ADD_H_GUARD

int
 
add
(
int
 
a
,
 
int
 
b
);
 
/* Ali enakovredno zapisano: int add(int , int); - brez imen parametrov */

#endif

```

V tej datoteki nastopajo konstrukti include guard, da ne pride do nedovoljenih večkratnih definicij funkcije. V naslednji kodi je prikazano kako se rabijo zaglavne datoteke:
```
#include
 
"add.h"

int
 
triple
(
int
 
x
)

{

	
return
 
add
(
x
,
add
(
x
,
x
));

}

```

Vsakič, ko se koda prevede, bo zadnji prototip funkcije iz add.h vključen v datoteke, ki uporabljajo to funkcijo, pri tem pa ne bo prišlo do morebitnih pogubnih napak.

## #define
Zgledi nekaj predprocesorskih ukazov #define v C-jevski zaglavni datoteki:
```
#define dESC           0x1b

#define dEOS           ('\0')

#define dPRINT(a)      ( printf("%d",a) )

#define dDEG           *M_PI/180.0      
/* a = cos (alfa dDEG); */

#define dELEM(a)       ( sizeof(a)/sizeof((a)[0]) )

#define dNITEMS(a)     ( sizeof(a)/sizeof(*(a)) )

#define dABS(a)        ( (a) < 0 ? -(a) : (a) )

#define dCDIV(a,b)     ( ((a) + (b) - 1)) / (b) )

#define dMIN(a,b)      ( (a) < (b) ? (a) : (b) )

#define dMAX(a,b)      ( (a) > (b) ? (a) : (b) )

#define dMAXM(a,b)     ( (a) < (b) ? (b) : (a) )

#define dMIN3(a,b,c)   ( (a < b ? a : b) < c ? (a < b ? a : b) : c )

#define dMAX3(a,b,c)   ( (a > b ? a : b) > c ? (a > b ? a : b) : c )

#define dIN(a,b,c)     ( (a) <= (b) && (b) <= (c) )

#ifndef dLOCAL

 
#define dLOCAL extern

#endif

#define dTMPDIR        "/tmp"

#define dROUND(f)      ( (int) ((f) + 0.5) )

#define dRANDOM(a)    ( rand() % (a) )

#define dRANDOMIZE()  ( srand((unsigned) time (NULL)) )

#define dSWAP(tip,a,b) {tip temp=a; a=b; b=temp;}      
/* dSWAP(char*,n1,n2) */

```